# Halichoeres erdmanni
Halichoeres erdmanni là một loài cá biển thuộc chi Halichoeres trong họ Cá bàng chài. Loài này được mô tả lần đầu tiên vào năm 2010.

## Từ nguyên
Từ định danh erdmanni được đặt theo tên của nhà ngư học Mark V. Erdmann, người đã thu thập mẫu định danh và 3 mẫu phụ chuẩn của loài cá này, cũng là một đồng nghiệp được các tác giả quý trọng.

## Phạm vi phân bố và môi trường sống
H. erdmanni được phân bố rải rác ở khu vực Đông Nam Á, bao gồm phía bắc vịnh Thái Lan, bờ biển Singapore và vịnh Berau (tỉnh Tây Papua, Indonesia). Tất cả những vị trí kể trên đều nằm trong khu vực được bảo tồn. H. erdmanni cũng được ghi nhận tại Brunei.
Môi trường sống của H. erdmanni bao gồm các khu vực rừng ngập mặn, bờ biển đá và bãi cát, hoặc trên các rạn san hô viền bờ ở vùng nước đục do có nhiều bùn, độ sâu khoảng 8–25 m.

## Mô tả
H. erdmanni có chiều dài cơ thể lớn nhất được ghi nhận là 8 cm. Màu sắc của các mẫu vật khi còn sống không được ghi chép lại, nhưng vẫn có thể biết được thông qua các bức ảnh chụp dưới nước. H. erdmanni được cho là có quan hệ gần nhất với Halichoeres binotopsis, một loài cũng được tìm thấy ở  Đông Nam Á hải đảo do có sự tương đồng về kiểu hình và có cùng các chỉ tiêu đếm.
Số gai ở vây lưng: 9; Số tia vây ở vây lưng: 11; Số gai ở vây hậu môn: 3; Số tia vây ở vây hậu môn: 10–12; Số tia vây ở vây ngực: 14; Số gai ở vây bụng: 1; Số tia vây ở vây bụng: 5; Số vảy đường bên: 27.